# Karabin HK G11
Karabin G11 – prototyp karabinu automatycznego zasilanego amunicją bezłuskową, opracowany na przełomie lat 70-80 XX w. w firmie Heckler & Koch. Program wdrożenia go na wyposażenie armii RFN został anulowany po zjednoczeniu Niemiec.

## Historia

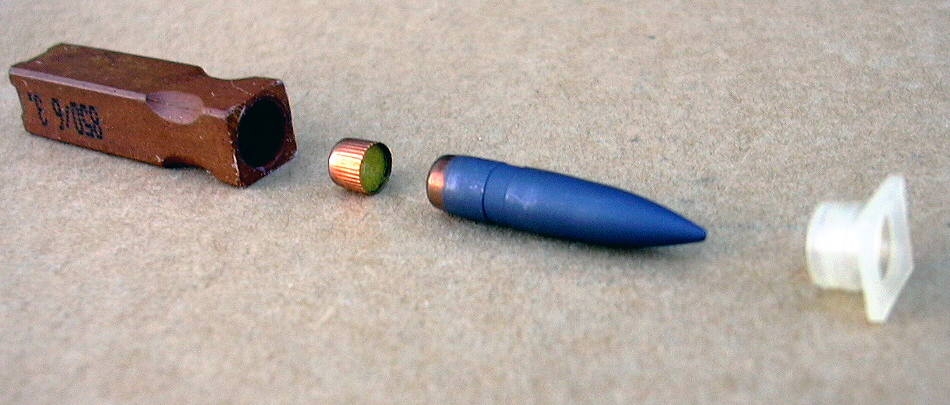
Nabój bezłuskowy 4,73 × 33 mm

Koncepcja niemieckiego karabinu na naboje bezłuskowe powstała w latach sześćdziesiątych. Miał się on stać następcą karabinu G3. Prace studyjne prowadzono w latach 1969–1974 w firmach: Diehl, Heckler und Koch i Mauser. Do dalszych prac przyjęto projekt firmy Heckler und Koch z Oberndorfu – karabin samoczynno-samopowtarzalny kal. 4,7 mm, przystosowany do naboju bezłuskowego firmy Dynamit Nobel, karabin ten oznaczono symbolem G11.
W 1977 roku karabin G11 przekazano do badań NATO. W trakcie tych badań stwierdzono, że występują przypadki samozapłonu (odpalenia pocisku bez zbicia spłonki), w związku z tym wycofano ją do dalszych prac. W 1980 roku usunięto występujące problemy z samozapłonem (nowy ładunek miotający z flegmatyzowanego heksogenu) i po ponownych badaniach w 1986 roku planowano rozpoczęcie produkcji, przy zastosowaniu nowej technologii i nowych materiałów. Opóźnienie programu i kłopoty budżetowe RFN po zjednoczeniu obu państw niemieckich spowodowało zmniejszenie, a później anulowanie zamówienia na karabiny G11. Następcą G3 stał się klasyczny karabin HK G36 kalibru 5,56 x 45 mm NATO.

## Konstrukcja

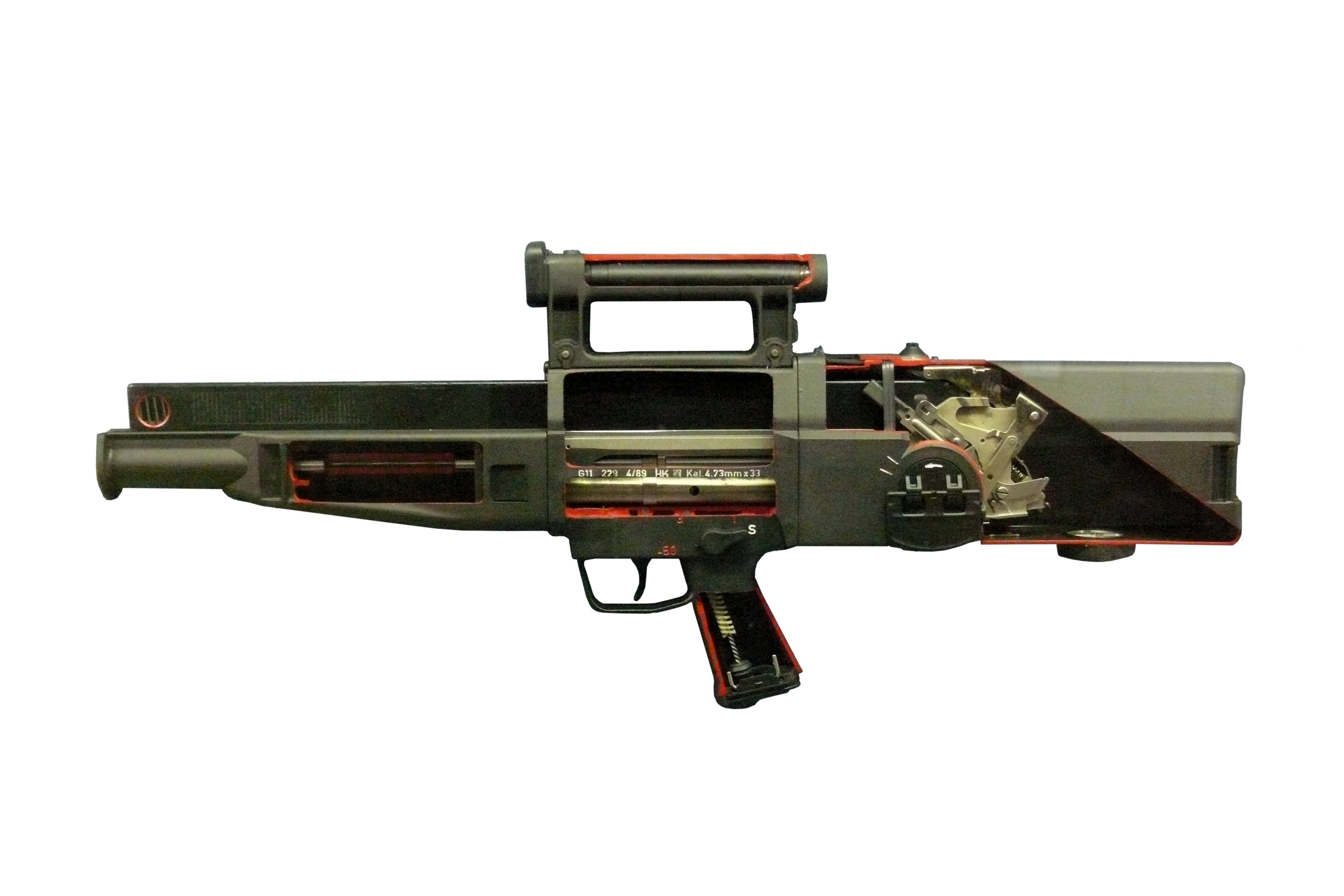
Przekrój G11

G11 skonstruowany został w układzie bullpup (bez kolby właściwej). Działa na zasadzie odprowadzania części gazów prochowych. Posiada cylindryczny obrotowy zamek, zawierający komorę nabojową oraz część bruzdowanego przewodu lufy. Oś obrotu zamka jest prostopadła do osi przewodu lufy. W czasie strzału energia gazu prochowego obraca zamek o 90º do położenia umożliwiającego wprowadzenie do komory nabojowej kolejnego naboju z magazynka rzędowego o pojemności 50 nabojów, umieszczonego nad lufą, równolegle do osi jej przewodu. Zamek, lufa i magazynek są łożyskowane i w czasie strzału stanowią zespół odrzutowy, który pod wpływem sprężyny powrotnej wraca do położenia wyjściowego. Lufa o przekroju poligonalnym.
Wszystkie części i mechanizmy karabinu G11 umieszczono w jednolitej obudowie z blachy stalowej pokrytej matowym lakierem, który nie odbija światła ani promienia podczerwonego. Na zewnątrz znajduje się jedynie uchwyt transportowy, w którym umieszczono celownik optyczny oraz chwyt pistoletowy z językiem spustowym, usytuowany poniżej środka ciężkości karabinu. Zamknięta konstrukcja karabinu zapobiega zabrudzeniu, zapyleniu, zamoczeniu, ułatwia konserwację i obsługę.
Strzelanie można prowadzić ogniem pojedynczym, ciągłym i seryjnym. Przełącznik rodzaju ognia oraz bezpiecznik znajdują się nad spustem po obu stronach karabinu, co umożliwia jego przesuwanie kciukiem, zarówno żołnierzy prawo- jak i leworęcznych. Celownik optyczny, umieszczono w osłonie gumowej, zbudowany jest z soczewek ze szkła hartowanego odpornego na uderzenia, podświetlany minibaterią, co umożliwia prowadzenia ognia przy ograniczonej widoczności na odległość do 300 m.
Karabin G11 jest poręczny, dobrze wyważony zarówno w czasie prowadzenia ognia, jak i przenoszenia za uchwyt transportowy. Na osłonie lufy można zamontować uchwyt do mocowania bagnetu lub dwójnogu. Cechuje się wyjątkową małą siłą odrzutu odczuwalnego w formie stałego nacisku, a nie impulsów siły. Karabin posiada małe gabaryty, wysoki stopień niezawodności, wysokie prawdopodobieństwo trafienia zwłaszcza ogniem seryjnym, jest wygodny i bezpieczny w obsłudze. Dzięki zastosowaniu nowoczesnych materiałów miał też dużą żywotność (np. lufa 12 000 strzałów)